# Pterolophia digesta
Pterolophia digesta là một loài bọ cánh cứng trong họ Cerambycidae.